# آیالاکاب
آیالاکاب (به لاتین: Ayalakab) یک منطقهٔ مسکونی در روسیه است که در شهرستان لواشینسکی واقع شده‌است.